# 严关乡站
严关乡站位于中国广西壮族自治区桂林市兴安县严关镇（原为严关乡），为湘桂铁路车站，距离衡阳站309千米，距离凭祥站704千米。该站建于1938年，现为四等站，已不办理客运业务。。